# Paul Verschuren
Paul Verschuren (Breda, Países Bajos, 26 de marzo de 1925 - Helsinki, Finlandia, 19 de febrero de 2000) fue un obispo católico holandés. Perteneció al Grupo de San Galo.

## Biografía

### Orígenes
Monseñor Paul Verschuren nació en Breda, Países Bajos, el 26 de marzo de 1925.

### Formación y ministerio sacerdotal
En 1943, se graduó de la escuela secundaria y poco después ingresó en la orden de los Sacerdotes del Sagrado Corazón de Jesús.
El 19 de marzo de 1950 fue ordenado sacerdote. Luego fue enviado a Roma para estudiar. En 1951 obtuvo la licenciatura en Teología y en 1954 el doctorado en Derecho canónico. Posteriormente trabajó como profesor en los seminarios de su orden. En 1960, se licenció en Derecho.

### Ministerio episcopal
El 21 de abril de 1964, el Papa Pablo VI lo nombró obispo coadjutor de Helsinki y obispo titular de Acque Sirensi. Recibió la ordenación episcopal el 16 de agosto de manos del obispo de Helsinki, Willem Petrus Bartholomaeus Cobben, siendo co-consagrantes el obispo de Breda, Gerardus Henricus De Vet, y el obispo de Estocolmo, John Edward Taylor. Participó en las dos últimas sesiones del Concilio Vaticano II. El 29 de junio de 1967 asumió el mismo cargo.
El gran legado de su episcopado es la introducción y aplicación de los decretos conciliares en su diócesis. Desde su clara identidad católica contribuyó significativamente al desarrollo del ecumenismo en la Iglesia.
Fue presidente de la Conferencia Episcopal de Escandinavia de 1973 a 1978 y de 1986 a 1998 y miembro de la Congregación para la Evangelización de los Pueblos de 1967 a 1972. Un momento destacado de su periodo como obispo es la visita del Papa Juan Pablo II a Helsinki.
Del 4 al 6 de junio de 1989 su diócesis recibió la visita del Papa Juan Pablo II.
Verschuren estuvo relacionado con el llamado "Grupo de San Galo" conformado por obispos que pretendían reformar la Iglesia católica. 

### Últimos años y muerte

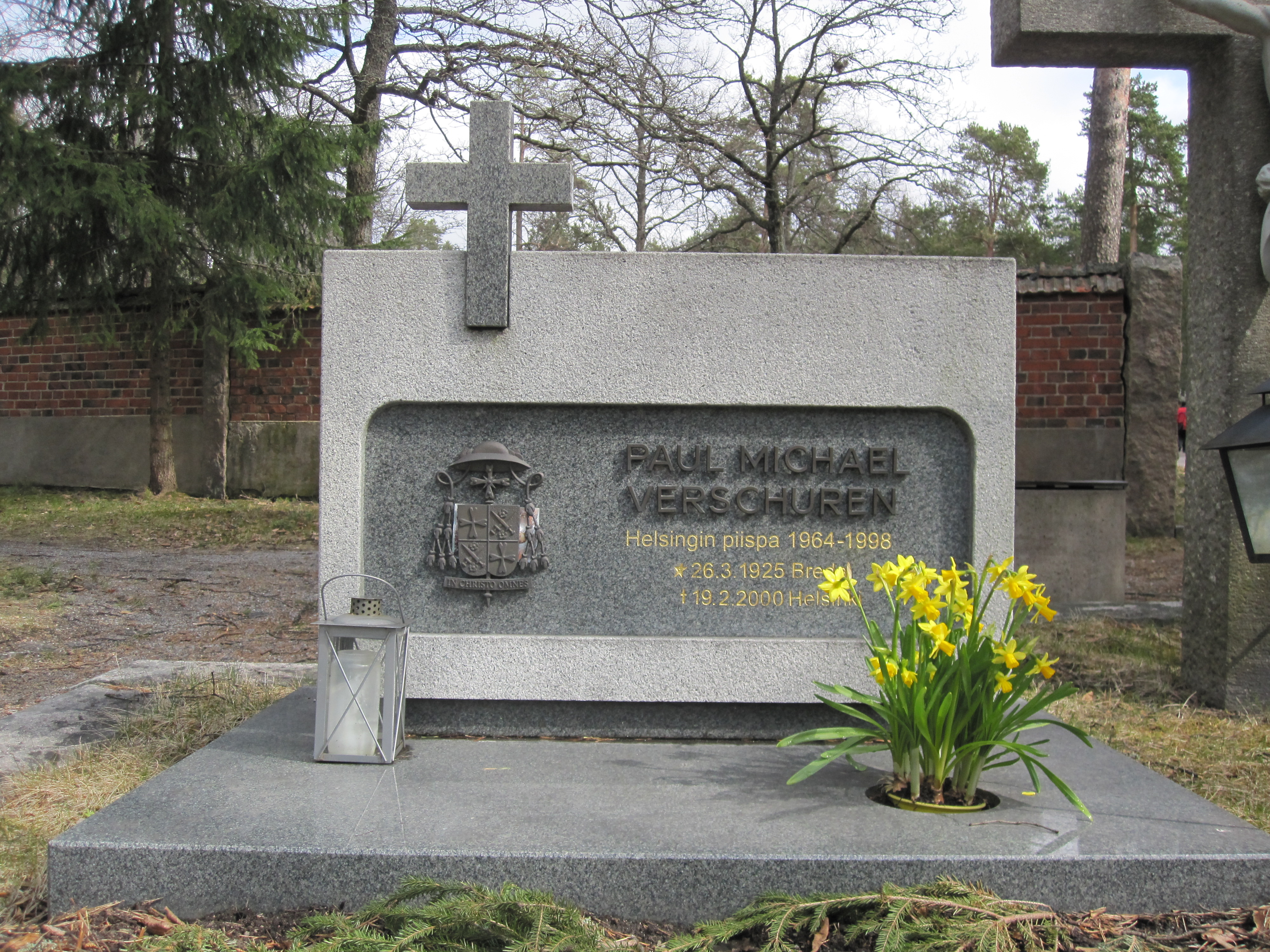
Tumba de monseñor Paul Verschuren en el cementerio católico de Turku.

El 14 de agosto de 1998, tras serle diagnosticado una forma terminal e incurable de leucemia, se despidió de su diócesis con una conmovedora carta y pidió al Papa que lo liberara de su cargo. El 18 de septiembre el Papa Juan Pablo II aceptó su renuncia al gobierno pastoral de la diócesis por motivos de salud. 
Murió en Helsinki, el 19 de febrero de 2000, a la edad de 74 años, rodeado de sus hermanos Jan Aarts y Wieslaw Swiech y algunos amigos cercanos. El funeral tuvo lugar el 29 de febrero a las 10 de la mañana en la Catedral de San Enrique de Helsinki. Está enterrado en el cementerio católico de Turku, Finlandia.